# 마서면
마서면(馬西面)은 대한민국 충청남도 서천군의 면이다.

## 개요
마서면은 금강과 서해바다, 너른 평야를 보유한 지리적 여건을 갖춘 농·어촌이며, 금강하구둑을 경계로 전북과 도계를 이루어 충남의 관문으로서 금강하구둑관광지, 카페촌 등 군내 유일의 도시형 위락관광지, 남전아름마을, 송석어촌체험마을 등 농·어촌체험관광 선도하고 있다. 국가산업단지 입지, 배후도시, 남산성 개발, 대학설립 예정, 장항선 신역사 입지 등 개발잠재력 풍부하고 4천만이 살고 싶은 마을, 덕암리문화마을 등 최적의 전원주택지를 보유하고 있다.

## 행정 구역
- 계동리(桂東里): 행정복지센터 소재지
- 남전리(南田里)
- 당선리(堂仙里)
- 덕암리(德巖里)
- 도삼리(道三里)
- 봉남리(烽南里)
- 산내리(山內里)
- 송내리(松內里)
- 송석리(松石里)
- 신포리(新浦里)
- 어리(於里)
- 옥북리(玉北里)
- 옥산리(玉山里)
- 월포리(月浦里)
- 장선리(長善里)
- 죽산리(竹山里)
- 한성리(漢城里)